# Membres de l'Ordre national du Québec, par ordre alphabétique D
L'article contient une liste des membres de l'Ordre national du Québec. En 2011, il y a 810 personnes en tout qui font partie de cet ordre.
| \| Listes des membres de l'Ordre national du Québec \|            |
| A B C D E F G H I J K L M N O P Q R S T U V W X Y Z Non canadiens |
| Listes des membres de l'Ordre national du Québec                  |

| Nom                        | Grade            | Année | Occupation                                                                                                   |
| Andrée Dalcourt Gauvin     | Chevalière       | 2005  | bénévole |
| Michel Dallaire            | Chevalier        | 1994  | designer industriel                                                                                          |
| Michel Dallaire            | Officier         | 2007  | designer industriel                                                                                          |
| Roméo A. Dallaire          | Grand officier   | 2005  | militaire et auteur                                                                                          |
| Antonio Dallaire           | Chevalier        | 2005  | syndicaliste                                                                                                 |
| Thérèse Dallaire-Laplante  | Chevalière       | 1994  | fondatrice de la première maison d'hébergement pour femmes du Québec                                         |
| Pierre Dansereau           | Chevalier        | 1985  | écologiste                                                                                                   |
| Alban D'Amours             | Grand officier   | 2008  | homme d'affaires                                                                                             |
| Sylvia Daoust              | Chevalière       | 1987  | sculptrice                                                                                                   |
| Fernand Daoust             | Chevalier        | 2001  | personnalité politique et syndicaliste                                                                       |
| Charles Daudelin           | Chevalier        | 1998  | sculpteur et peintre                                                                                         |
| Paule Daveluy              | Chevalière       | 1999  | écrivaine |
| Françoise David            | Chevalière       | 1999  | féministe |
| Paul David                 | Grand officier   | 1998  | fondateur de l'Institut de cardiologie de Montréal                                                           |
| Simone David-Raymond       | Grande officière | 1990  | fondatrice l'hôpital Marie-Enfant                                                                            |
| Jean Davignon              | Grand officier   | 2006  | médecin |
| Jacques de Champlain       | Officier         | 1990  | scientifique, médecin et professeur                                                                          |
| Louis-Philippe de Grandpré | Grand officier   | 1998  | avocat |
| Jean-Marie de Koninck      | Chevalier        | 1999  | mathématicien, animateur et spécialiste de la natation                                                       |
| Marcel de la Sablonnière   | Chevalier        | 1988  | homme d'Église                                                                                               |
| Hubert de Ravinel          | Chevalier        | 2002  | fondateur de l'organisme Les petits frères des pauvres                                                       |
| Jacques de Tonnancour      | Officier         | 1992  | peintre |
| Marie-Éva de Villers       | Chevalière       | 1999  | auteure du multidictionnaire                                                                                 |
| Vianney Décarie            | Grand officier   | 2005  | philosophe et professeur                                                                                     |
| Francine Décary            | Officière        | 2008  | hématologue et gestionnaire                                                                                  |
| Jean-Claude Delorme        | Officier         | 1987  | avocat |
| Jeanne Demers              | Chevalière       | 1996  | spécialiste de la langue                                                                                     |
| René Derouin               | Chevalier        | 2008  | Artiste en arts visuels                                                                                      |
| Bernard Derome             | Officier         | 2006  | journaliste                                                                                                  |
| Jean-Paul Desbiens         | Chevalier        | 1988  | Frère Untel                                                                                                  |
| Jean Deschamps             | Chevalier        | 1999  | professeur de sciences administratives                                                                       |
| Yvon Deschamps             | Chevalier        | 2001  | humoriste |
| Yvan Desgagnés             | Chevalier        | 2003  | capitaine de bateaux et homme d'affaires                                                                     |
| Antoine Désilets           | Chevalier        | 1990  | photographe                                                                                                  |
| Anne Desjardins            | Chevalière       | 2002  | restauratrice                                                                                                |
| Marcel Deslauriers         | Chevalier        | 2003  | cofondateur de la compagnie Sico                                                                             |
| Pierre Deslongchamps       | Officier         | 1997  | chimiste |
| Paul-Guy Desmarais         | Officier         | 1988  | homme d'affaires                                                                                             |
| Robert Després             | Grand officier   | 2003  | administrateur                                                                                               |
| Clémence DesRochers        | Chevalière       | 2001  | humoriste |
| Gérard Desrosiers          | Grand officier   | 2006  | médecin |
| Billy Diamond              | Chevalier        | 1987  | homme politique amérindien                                                                                   |
| Dimitri Dimakopoulos       | Chevalier        | 1985  | architecte                                                                                                   |
| Céline Dion                | Officière        | 1998  | chanteuse |
| Gérard Dion                | Officier         | 2001  | prêtre et un universitaire québécois                                                                         |
| Léon Dion                  | Officier         | 1993  | politologue                                                                                                  |
| Louis Dionne               | Chevalier        | 2000  | médecin |
| Hélène Dorion              | Chevalière       | 2007  | auteure |
| Henri Dorion               | Chevalier        | 1997  | géographe |
| Jean Drapeau               | Grand officier   | 1987  | maire de Montréal                                                                                            |
| Richard Drouin             | Officier         | 2004  | avocat et administrateur                                                                                     |
| Marcel Dubé                | Officier         | 2001  | dramaturge                                                                                                   |
| Angèle Dubeau              | Chevalière       | 2004  | violoniste                                                                                                   |
| Jean Duceppe               | Chevalier        | 1985  | comédien |
| Réjean Ducharme            | Officier         | 2000  | écrivain |
| Jacques Duchesneau         | Chevalier        | 2008  | |
| Ghislain Dufour            | Officier         | 1998  | président du conseil d'administration du Conseil du patronat du Québec                                       |
| Jean-Marie Dufour          | Officier         | 2006  | mathématicien, statisticien et économiste                                                                    |
| Jules Dufour               | Chevalier        | 2007  | géographe |
| Julien Dufour              | Chevalier        | 1998  | impliqué socialement dans Charlevoix                                                                         |
| Diane Dufresne             | Chevalière       | 2002  | chanteuse |
| Clément Duhaime            | Officier         | 2008  | haut fonctionnaire québécois                                                                                 |
| Jean Dumesnil              | Chevalier        | 2004  | professeur de cardiologie                                                                                    |
| Lucille Dumont             | Officière        | 2001  | chanteuse, professeure                                                                                       |
| Fernand Dumont             | Officier         | 1992  | sociologue                                                                                                   |
| Théodora Dupont            | Chevalière       | 1988  | ménagère |
| Renée Dupuis Angers        | Officière        | 1996  | présidente du Groupe Rougier de produits pharmaceutiques                                                     |
| Jean-Pierre Duquette       | Chevalier        | 1995  | écrivain |
| Louis-Gilles Durand        | Officier         | 2006  | ingénieur de réputation mondiale dans les domaines du génie biomédical et de la physiologie cardiovasculaire |
| Jean-H. Dussault           | Officier         | 2000  | médecin |
| Marcel Dutil               | Chevalier        | 2002  | président du conseil et chef de la direction du Groupe Canam                                                 |
| Monique Duval              | Chevalière       | 2006  | journaliste                                                                                                  |